# Heavy blues
Heavy blues is een studioalbum van Bachman. 
Na een korte reünie met Fred Turner uit Bachman-Turner Overdrive genaamd Bachman & Turner wist Randy Bachman (dan rond 70 jaar oud) even niet hoe het verder moest. Mede-Canadees Neil Young zei hem: "Maak een plaat die niet lijkt op de voorgaande". Het zou een album worden met alleen gitaar en drumstel. Voor het drumstel vond hij Dale Anne Brendon, een vrouwelijk drummer die optrad tijdens een uitvoering van Tommy met Pete Townsend in 2013. Toen de opnamen vorderden bleek toch dat er een bassist nodig was; die vond Bachman in Anna Ruddick. Opnamen vonden plaats in de Metalworks Studios in Mississauga, Ontario. De titel verraadde wel het genre: zwaar klinkende blues  Muziekproducent Kevin Shriley, vriend van Bachman, was bekend vanwege werken met Iron Maiden, Rush en Led Zeppelin.

## Musici
- Randy Bachman – gitaar, zang
- Dale Anne Brendon – drumstel
- Anna Ruddick – basgitaar, achtergrondzang op Oh my lord

Met een aantal gastmusici

## Muziek
| Nr. | Titel                                       | Duur |
| --- | ------------------------------------------- | ---- |
| 1.  | The edge                                    | 4:20 |
| 2.  | Ton of bricks (gast:Scott Holiday)          | 3:47 |
| 3.  | Bad child (gast: Joe Bonamassa)             | 4:31 |
| 4.  | Little girl lost (gast: Neil Young)         | 3:52 |
| 5.  | Learn to fly                                | 4:13 |
| 6.  | Oh my lord (gast: Robert Randolph)          | 5:19 |
| 7.  | Confessin’ to the devil (gast: Jeff Healey) | 4:23 |
| 8.  | Heavy blues (gast: Peter Frampton)          | 4:33 |
| 9.  | Wild Texas ride                             | 3:42 |
| 10. | Please come to Paris (gast: Luke Doucet)    | 3:50 |
| 11. | We need to talk                             | 3:28 |

Alles geschreven door Bachman, behalve
- The egde door Bachman, Jared Gutstadt, Sarah Aument, Jeff Jeudy en Matt Chambles
- Oh my lord door Bachman, Jared Gutstadt, Sarah Aument, Jeff Jeudy en Matt Chambles
- Confessin’ to the devil door Bachman, Jewel Box
- We need to talk door Bachman en Gordie Sampson